# Laura Pletz
Laura Pletz (* 14. Juli 2005) ist eine österreichische Nordische Kombiniererin.

## Werdegang
Pletz, die für den SC Erzbergland startet, gab im Juli 2017 bei einem Skisprung-Schülerwettkampf in Ruhpolding ihr internationales Debüt. Bei den Nordischen Skispielen der OPA 2018 in Planica startete sie erstmals in der Nordischen Kombination auf internationaler Ebene, verpasste aber die Medaillenränge. Zwei Jahre später gewann sie bei den OPA-Spielen in Villach vor Nathalie Armbruster und Anja Rathgeb den Wettbewerb der Schülerinnen. Im Team wurde sie Dritte. Am 22. Jänner 2021 debütierte Pletz in Eisenerz im Continental Cup (COC), dem Unterbau zum Weltcup. Am dritten Wettkampftag gewann sie als 20. ihre ersten COC-Punkte. Wenige Wochen später lief sie beim Einzelrennen der Nordischen Junioren-Skiweltmeisterschaften 2021 in Lahti auf Rang 19.
Beim Europäischen Olympischen Winter-Jugendfestival 2023 in Planica und Tarvis gewann Pletz gemeinsam mit Maximilian Slamik, Anja Rathgeb und Paul Walcher Gold im Mixed-Team. Im Einzel wurde sie Vierte. Am 15. Dezember 2023 debütierte Pletz beim Heim-Rennen in Ramsau im Weltcup. Sie erreichte den 25. Platz nach der Gundersen-Methode und tags darauf Rang 24 im Compact-Format. Im Jänner lief sie in Klingenthal erstmals unter die besten Zehn im Continental Cup. Bei den Nordischen Junioren-Skiweltmeisterschaften 2024 in Planica belegte sie den 20. Platz im Einzel. Gemeinsam mit Anna-Sophia Gredler gewann sie im Teamsprint Bronze. Mitte Februar wurde sie gemeinsam mit Mario Seidl Zweite beim Mixed-Teamsprint im COC. Die Saison beendete Pletz auf Rang 37 im Gesamtweltcup sowie als Siebte in der COC-Gesamtwertung.
Im Sommer 2024 nahm  am Grand Prix teil und erzielte ihr bestes Resultat als Siebte in Chaux-Neuve. Zum Auftakt in den Winter 2024/25 war sie Teil des österreichischen Weltcup-Aufgebots in Lillehammer und in der Ramsau. Anschließend trat sie im Continental Cup an, den sie als Sechste in der Gesamtwertung abschloss. Bei den Nordischen Junioren-Skiweltmeisterschaften 2025 in Lake Placid wurde sie gemeinsam mit Katharina Gruber Vierte im Teamsprint. Im Einzel belegte sie den 21. Platz.

## Privates
Pletz hat in ihrer Jugend das nordische Ausbildungszentrum in Eisenerz besucht und dort eine Lehre zur Tischlerin absolviert.

## Statistik

### Weltcup-Platzierungen
| Saison  | Platz | Punkte |
| ------- | ----- | ------ |
| 2023/24 | 37.   | 033    |

### Continental-Cup-Platzierungen
| Saison  | Platz | Punkte |
| ------- | ----- | ------ |
| 2020/21 | 39.   | 011    |
| 2022/23 | 22.   | 072    |
| 2023/24 | 07.   | 251    |
| 2024/25 | 06.   | 273    |